# Ramiro Enrique
Ramiro Enrique Paz (Burzaco, 4 maggio 2001) è un calciatore argentino, attaccante dell'Orlando City.

## Carriera
Cresciuto nel settore giovanile del Banfield, debutta in prima squadra il 10 marzo 2021 in occasione dell'incontro di Copa Argentina vinto 2-0 contro il Güemes (SdE).

## Statistiche

### Presenze e reti nei club
Statistiche aggiornate al 31 luglio 2021.
| Stagione        | Squadra         | Campionato      | Campionato | Campionato | Coppe nazionali | Coppe nazionali | Coppe nazionali | Coppe continentali | Coppe continentali | Coppe continentali | Altre coppe | Altre coppe | Altre coppe | Totale | Totale |
| Stagione        | Squadra         | Comp            | Pres       | Reti       | Comp            | Pres            | Reti            | Comp               | Pres               | Reti               | Comp        | Pres        | Reti        | Pres   | Reti   |
| --------------- | --------------- | --------------- | ---------- | ---------- | --------------- | --------------- | --------------- | ------------------ | ------------------ | ------------------ | ----------- | ----------- | ----------- | ------ | ------ |
| 2020            | Banfield        |                 | -          | -          | CdL             | 1               | 0               |                    | -                  | -                  |             | -           | -           | 1      | 0      |
| 2021            | Banfield        | PD              | 4          | 1          | CA+CdL          | 2+13            | 0+2             |                    | -                  | -                  |             | -           | -           | 19     | 3      |
| Totale carriera | Totale carriera | Totale carriera | 4          | 1          |                 | 16              | 2               |                    | 0                  | 0                  |             | -           | -           | 20     | 3      |